# Jaraguá
O jaraguá (Hyparrhenia rufa (Ness)Stapf.) é uma gramínea forrageira perene, cespitosa, com um sistema radicular superficial. Vegeta bem desde o nível do mar até 1.800 m de altitude, principalmente em regiões onde a precipitação oscila entre 800 e 1.400 mm/ano. Apresenta crescimento bastante lento, alongando o caule muito tardiamente. Com até cerca de três meses de idade a gramínea não mostra qualquer indício visual de diferenciação morfológica, isto é, toda a planta se apresenta como sendo constituída somente por folhas, não permitindo a determinação de nós. A partir dessa idade começa a processar-se o alongamento dos entrenós, iniciando-se ao mesmo tempo, o aumento de concentração de lignina e fibra nas diversas partes da planta. É uma gramínea de crescimento de verão, tendo um crescimento inverno bastante reduzido. Quando em crescimento livre, pode atingir até 6 m de altura, incluindo as hastes florais. As hastes são muito resistentes, bastante lenhosas e lignificada após a floração. Folhas mais ou menos densas com 44 cm de comprimento, 2 cm de largura e 12 mm de espessura, longas e estreitas lígula grande de forma aproximadamente triangular, tendo nas ápices da base um tufo de pêlos muito comprido. Não forma rizomas nem estolões.

## Etimologia
"Jaraguá" procede do tupi yara'wa.